# Alfred Reed
Alfred Reed (New York, 25 gennaio 1921 – 17 settembre 2005) è stato un compositore statunitense fra i più prolifici ed eseguiti.
Ha all'attivo più di 200 lavori pubblicati: musiche per concert band, ensemble di fiati, orchestra, coro e svariati ensemble cameristici.
Ha anche viaggiato molto come direttore ospite in Nord America, America Latina, Europa ed Asia. Ha attivamente collaborato con la Tokyo Kosei Wind Orchestra per la registrazioni di molte sue opere.

## Biografia
Nato a New York, a dieci anni iniziò gli studi musicali regolari. Durante la Seconda guerra mondiale servì presso la 529ª Armata, nell'Air Force Band. Dopo il servizio militare frequentò la Juilliard School come allievo di Vittorio Giannini; divenne compositore ed arrangiatore prima per la NBC, poi per la ABC. Nel 1953 divenne direttore della Baylor Symphony Orchestra presso la Baylor University, dove conseguì il B.M. (laurea di primo livello) nel 1955 e l'M.M. (secondo livello) nel 1956. Il suo elaborato di laurea, Rhapsody for Viola and Orchestra, vinse il Luria Prize nel 1959.  DAl 1955 al 1966 fu direttore esecutivo della Hansen Publications, una casa editrice musicale. Fu professore di musica presso la University of Miami (dove lavorò con il compositore e arrangiatore Robert Longfield) dal 1966 to 1993 e fu direttore del Dipartimento dei Musical Media and Industry e coordinatore del Music Industry Program fino alla pensione.
Istituì i primissimi corsi di studi in music business all'università di Miami nel 1966. La cosa condusse altre università a fare altrettanto.
Alcune delle sue frasi più celebri, pronunciate durante i suoi corsi di music business,sono:
You can't give away what you are trying to sell and expect to stay in business
(non potete lasciarvi scappare ciò che state cercando di vendere e credere di poter rimanere in affari)
e
I am the second most published composer next to J.S. Bach
(io sono il secondo compositore più pubblicato della storia, subito dopo J.S.Bach)
Alla data della sua morte, risultavano in agenda tante commissioni di composizioni da tenerlo impegnato - secondo le stime - fino a quando avesse raggiunto l'età di 115 anni...

## Opere fondamentali e arrangiamenti
- Russian Christmas Music
- Armenian Dances: Part I and Part II
- El Camino Real
- The Hounds of Spring
- Come, Sweet Death (arrangiamento di Komm, süßer Tod di Johann Sebastian Bach)
- Greensleeves (arrangiamento)
- The Music-Makers
- A Springtime Celebration
- Symphony No. 5 "Sakura"
- First Suite for Band
- Second Suite for Band
- Viva Musica
- Trumpet Concerto
- Puncinello
- Alleluia! Laudamus Te
- Three Revelations from the Lotus Sutra
- The Tempest
- A Symphonic Prelude (basato su Black is the Color of my True Love's Hair)
- A Festival Prelude